# Pseudindalmus javanicus
Pseudindalmus javanicus is een keversoort uit de familie zwamkevers (Endomychidae). De wetenschappelijke naam van de soort werd in 1977 gepubliceerd door Strohecker.